# خاندان آیزوماتسودایرا

مون خاندان

خاندان خاندان آیزوماتسودایرا (به ژاپنی: 会津松平家) یکی از خاندان‌های ژاپنی شاخه ای از خاندان ماتسودایرا بود که از هوشینا ماسایوکی چهارمین پسر توکوگاوا هیده‌تادا شوگون دوم از شوگون‌سالاری توکوگاوا، منشأ می‌گرفت.